# Кабожа (Мошенской район)
Кабожа (ранее Кобожа) — деревня в Мошенском районе Новгородской области России. Входит в состав Калининского сельского поселения.

## История
На трёхвёрстной топографической карте Фёдора Шуберта, изданной в 1879 году, обозначено село Кабожа. Имела 18 дворов.
До революции здесь существовали погост и село Кобожа. По состоянию на 1911 год они входили в состав Долговской волости Боровичского уезда. Число дворов в погосте — 5, селе — 32. Население погоста составляло 18 человек, села — 183 человека. В Кобоже находился православный храм, школа, фельдшерский пункт, магазин, винная лавка; в марте, октябре и декабре в населённых пунктах проводились ежегодные ярмарки.
До 12 апреля 2010 года деревня была центром упразднённого в настоящее время Кабожского сельского поселения. С 2010 года вошла в состав Калининского сельского поселения.

## География
Деревня расположена в северо-восточной части района. Находится между озёрами Великое и Сухое; на берегах реки Сухая, которая соединяет эти озёра. Расстояние до районного центра, села Мошенское составляет 28 километров.

## Население
| 2010 |
| ---- |
| 123  |

Население по переписи 2002 года — 216 человек.
Согласно результатам переписи 2002 года, в национальной структуре населения русские составляли 88 % от жителей.

## Инфраструктура
- Магазин[9]
- Отделение связи (почта)[10]